# Lev Grossman
Lev Grossman (Lexington, Massachusetts, 26 de junio de 1969) es un escritor estadounidense, autor de las novelas El códice secreto y  Warp; además es muy conocido también por sus obras  Los magos, El bosque mágico y La tierra del mago. También contribuye activamente con críticas de libros para la revista Time.
Ha trabajado para The New York Times, Salon.com, la revista Lingua Franca, Entertainment Weekly, Time Out New York, y The Village Voice. 
En su trabajo para Time, también ha cubierto la industria de la electrónica, entrevistando a personalidades como Bill Gates y  Steve Jobs, y criticando videojuegos tales como Halo 2. Ha entrevistado a Tom Clancy, Salman Rushdie, Neil Gaiman, Al Franken y Johnny Cash. Un artículo escrito por Grossman sobre el juego Halo 3 fue criticado por mostrar a los jugadores bajo una «luz desfavorable».
Grossman es el hermano gemelo del creador de videojuegos Austin Grossman, y el hermano de la escultora Bathsheba Grossman. Fue alumno de la Escuela Secundaria de Lexington y de la Universidad Harvard. Grossman asistió a un programa de literatura comparativa por tres años, pero lo abandonó antes de completarlo. Actualmente vive en Brooklyn.

## Obra

### Algunas publicaciones
- Warp, New York: St. Martin's Griffin/Macmillan, 1997. ISBN 978-0-312-17059-2

- Codex, N. York: Houghton Mifflin Harcourt, 2004. ISBN 978-0-15-101066-0

- The Magicians, N. York: Viking/Penguin, 2009. ISBN 978-0-670-02055-3 (hardcover); Plume/Penguin, 2010. ISBN 978-0-452-29629-9 (trade paperback)

- The Magician King, N. York: Viking/Penguin, 2011. ISBN 978-0-670-02231-1

- The Magician's Land, N. York: Viking/Penguin/PRH, 2014. ISBN 978-0-670-01567-2